# Berkeley (ferry)
Pour les articles homonymes, voir Berkeley.
Le Berkeley est un des ferrys de la Southern Pacific Transportation Company qui opérait dans la baie de San Francisco entre le quai d'Oakland et le terminal du ferry de San Francisco.
Il est répertorié comme National Historic Landmark depuis 1990.

## Histoire
Le Berkeley a été construit en 1898 par l'Union Iron Works de San Francisco. Il a été en service régulier de 1898 jusqu'au printemps 1958.

Lors du tremblement de terre de 1906 il a servi de transport aux réfugiés en baie d'Oakland.

En 1958, il est acheté par la Golden Gate Fishing Company pour servir d'installation de traitement des baleines chassées par cette société.

Puis il a servi de magasin « commerce équitable », par Bill Conover, à Sausalito dans le comté de Marin. Manquant d'entretien et se dégradant, le ferry est revendu, en 1973, au Musée maritime de San Diego.
Il est remorqué jusqu'au quai de San Diego et subi une restauration, pour lui redonner sa ligne originale. Il est actuellement l'exhibit principal du Musée maritime de San Diego.
Le Berkeley est remarquable pour avoir été le premier ferry à hélices  mis en service sur la côte Ouest. Au moment de son lancement, le 18 octobre 1898, il est devenu le plus grand ferry-boat des États-Unis avec une capacité de 1 700 passagers.  Il est aussi remarquable pour être l'un des premiers ferrys à être alimenté par un moteur à vapeur à triple expansion.